# Hagenstein
Der Hagenstein zwischen Schmittlotheim und Kirchlotheim im hessischen Landkreis Waldeck-Frankenberg ist ein 373,5 m ü. NHN hoher Sporngipfel der Ederhöhen, dem Nordteil des Kellerwaldes. Auch Loreley des Edertals genannt gehört er zum Nationalpark Kellerwald-Edersee, nicht aber zur Weltnaturerbefläche Buchenurwälder und Alte Buchenwälder der Karpaten und anderer Regionen Europas.

## Geographie

### Lage
Der Hagenstein liegt im Nordwesten des Kellerwaldes im Nationalpark Kellerwald-Edersee, der Teil des Naturparks Kellerwald-Edersee ist. Er erhebt sich 1,3 km nordnordöstlich von Schmittlotheim und 1,1 km (jeweils Luftlinie) südöstlich von Kirchlotheim, die beide zur Gemeinde Vöhl gehören. Westlich vorbei fließt die den Hagenstein und beide Dörfer passierende Eder.

### Naturräumliche Zuordnung
Der Hagenstein gehört in der naturräumlichen Haupteinheitengruppe Westhessisches Bergland (Nr. 34) und in der Haupteinheit Kellerwald (344) zur Untereinheit Große Hardt (344.3). Er fällt nach Westen steil in den zur Untereinheit Niederkellerwald gehörenden Naturraum Lotheimer Täler (344.51) mit der dort fließenden Eder ab.

### Loreley des Edertals
Weil der Hagenstein nach Westen hin mit etwa 127 m Höhenunterschied steil in das Tal der Eder abfällt, wird er im Volksmund auch als Loreley des Edertals bezeichnet. Nach Osten hin geht die Landschaft relativ flach aufwärts in den Berg bzw. das Waldgebiet Im Gebrannten (464,8 m Höhe; auch ein Teil der Ederhöhen) über.

## Geologie
Der Hagenstein besteht aus Kulmgrauwacken und Kulmtonschiefern. Er entstand als Prallhang der Eder, die sich in das darunterliegende Gestein aufgrund von Hebungen des Kellerwaldes eingeschnitten hat. Gegenüber am Gleithang liegt das Mönchsfeld mit seinen fruchtbaren Lößablagerungen der Eder. Es wurde im Mittelalter von den Zisterziensermönchen des Klosters Haina bewirtschaftet.

## Flora
Am steilen Westhang des Hagensteins wächst Eichen-Buchen-Krüppelwald. Dort gibt es auch mehrere Blockhalden. Hier wachsen zahlreiche seltene Pflanzen wie die Astlose Graslilie, Großblütiger Fingerhut, Schwalbenwurz, Felsenmispel und seltene Wildrosen. Diese Wälder sind urwaldähnlich. Ansonsten wächst mittlerer bis alter Buchenwald.

## Schutzgebiete
Bereits vor der Ausweisung des Nationalparks Kellerwald-Edersee im Jahr 2004 wurde auf dem Hagenstein das Naturschutzgebiet Hagenstein (CDDA-Nr. 4920-401; 31 ha groß) eingerichtet. Auf dem Sporn liegen Teile des Fauna-Flora-Habitat-Gebiets Kellerwald (FFH-Nr. 4819-301; 58,2261 km²) und solche des Vogelschutzgebiets (VSG) Kellerwald (VSG-Nr. 4920-401; 263,9949 km²), an das sich westlich unterhalb des Hagensteins Teile des FFH-Gebiets Obere Eder (FFH-Nr. 4917-350; 23,3521 km²) und solche des VSG Ederaue (VSG-Nr. 4822-402; 30,9557 km²) anschließen; im dortigen Tal der Eder befindet sich auch das Landschaftsschutzgebiet Auenverbund Eder (CDDA-Nr. 378400; 1993; 45,0768 km²).

## Geschichte
Etwas südlich vom Sporngifpel des Hagensteins in der Nähe des Weges nach Schmittlotheim finden sich Reste einer Burg aus dem 8. Jahrhundert, die als Burg am Backofen bezeichnet wird. Sie wurde im Zusammenhang mit dem Sachsenkriege Karls des Großen angelegt und bereits vor der Fertigstellung aufgegeben, da sie nicht mehr benötigt wurde, als Karl den Krieg gegen die Sachsen gewann. Heute ist nur noch der doppelte Wallgraben erkennbar.
Der Name Hagenstein selbst stammt von Otto von Hagen, dem Leiter der preußischen Staatsforstverwaltung zwischen 1864 und 1880. Denn im Jahr 1866 wurde die zu Hessen-Darmstadt gehörende ehemalige Grafschaft Ittergau, in der die westlichen Teile des Kellerwaldes gelegen sind, nach dem Deutschen Krieg von Preußen annektiert. Sofort begannen Geometer, die neu hinzugewonnenen Landesteile zu vermessen und planten in den Wäldern ein Netz von Forststraßen, die im westlichen Kellerwald im Wesentlichen bis 1873 gebaut wurden. Am 27. April dieses Jahres inspizierte Graf von Hagen diese Bauarbeiten und zeigte sich sehr zufrieden über die geleistete Arbeit.
Im Jahr 1892 ließen die Förster Hugo und Brendel einen Gedenkstein an diesen Tag am später so genannten Hagenstein aufstellen und pflanzten dort einige exotische Bäume auf die Kuppe des Berges, darunter Nordmannstannen, Douglasien, Weymouthskiefern, Latschenkiefern, eine Berberitze, eine Weichselkirsche, eine Blutbuche und eine Edelkastanie. Seit dieser Zeit wird die Stelle am Gedenkstein und später der umliegende Berg Hagenstein genannt; früher hieß er einfach nur Kahle Ecke.
Der Hagenstein war nach dem Bau der Bahnlinie Korbach-Frankenberg, die im Jahr 1900 eröffnet wurde, im frühen 20. Jahrhundert ein beliebtes überregionales Ausflugsziel. Er wurde unter anderem regelmäßig von Marburger Studenten und Frankenberger Seminaristen aufgesucht. Auf ihm fanden auch mehrere Sedansfeiern statt.

## Tourismus, Wandern und Aussichtsmöglichkeiten
Über den Hagenstein verläuft von Kirchlotheim kommend der Urwaldsteig Edersee. Er führt am Eichen-Buchen-Krüppelwald und an Blockhalden vorbei zum Sporngipfel. Vor Ort befinden sich auch Bänke und Wegweiser, und dort biegt der Weg in Richtung der Hardt (ca. 394 m), einer etwas weiter nordöstlich befindlichen Erhebung der Ederhöhen.
Auf dem Sporngipfel wurde 2014 eine Aussichtsplattform gebaut. Von dort fällt der Blick in das Edertal, auf Schmittlotheim im Südsüdwesten und Kirchlotheim im Nordwesten sowie zum jenseits des Flusstals im Westen gelegenen Langen Berg (413,9 m), auf dessen Nordostausläufer sich der Burgstall Mückenburg befindet.
Etwa 1,7 km (Luftlinie) nordwestlich des Hagensteins steht bei Kirchlotheim das NationalparkZentrum Kellerwald, in dem sich die Besucher über den Nationalpark Kellerwald-Edersee informieren können.

## Verkehr
Westlich vorbei am Hagenstein führt diesseits entlang der Eder in ihrem Abschnitt zwischen Kirchlotheim und Schmittlotheim die Bundesstraße 252 und jenseits des Flusses zwischen Herzhausen und Ederbringhausen die Untere Edertalbahn.